# Abraham Attah
Abraham Nii Attah (2 de julio de 2001) es un actor ghanés de residencia estadounidense. Proviene del grupo étnico Ga-Adangbe. Hizo su debut en el cine en la película Beasts of No Nation (2015). Por su papel como el niño soldado Agu, Attah ganó el Premio Marcello Mastroianni en la edición n.º 72 del Festival Internacional de Cine de Venecia. 
En 2017 apareció en la película de Marvel Spider-Man: Homecoming. Se unió al reparto del tercer filme de Shane Carruth, The Modern Ocean, en etapa de preproducción.

## Filmografía

### Cine
- 2015 - Beasts of No Nation - Agu
- 2015 - Out of the Village - Mebro
- 2017 - Spider-Man: Homecoming - Abe Brown
- 2021 - Spider-Man: No Way Home - Abe Brown

## Premios y distinciones
Festival Internacional de Cine de Venecia
| Año  | Categoría                   | Trabajo nominado   | Resultado |
| ---- | --------------------------- | ------------------ | --------- |
| 2015 | Premio Marcello Mastroianni | Bestias sin patria | Ganador   |